# Egon Wilhelm Ramms
Egon Wilhelm Theodor Ramms (* 5. August 1909 in Kiel; † 6. Februar 1993 in Wesel) war ein deutscher Politiker (FDP).

## Leben und Beruf
Ramms wurde als Sohn eines Schifffahrtskaufmannes geboren. Nach dem Besuch der Oberrealschule studierte er von 1928 bis zum Examen 1934 Mathematik und Physik an der Westfälischen Wilhelms-Universität in Münster. Er wurde dort aktives Mitglied der katholischen Studentenverbindung Germania im KV, dem er zeitlebens verbunden blieb. Von 1934 bis 1935 leistete er freiwillig Wehrdienst. Anschließend trat er in das väterliche Schifffahrtsgeschäft ein. 1941 beteiligte er sich im besetzten Polen am Aufbau deutscher Schifffahrtsfirmen an der Weichsel. Von 1939 bis 1940 sowie von 1942 bis 1945 nahm er als Soldat am Zweiten Weltkrieg teil. Während des Krieges wurde er dreimal verwundet. Zuletzt geriet er in Gefangenschaft, aus der er kurz darauf entlassen wurde. Ramms war seit 1945 als selbständiger Schifffahrtskaufmann in Wesel tätig und leitete dort eine eigene Firma, die er in der Folgezeit ausbaute.
Sein Sohn Egon Ramms war General der Bundeswehr und in seiner letzten Verwendung Kommandeur des Allied Joint Force Command Brunssum der NATO. Er trat am 30. September 2010 in den Ruhestand.

## Partei
Ramms beantragte am 21. Juli 1937 die Aufnahme in die NSDAP und wurde rückwirkend zum 1. Mai desselben Jahres aufgenommen (Mitgliedsnummer 4.598.451). Er schloss sich dann 1947 der FDP an.

## Abgeordneter
Ramms war seit 1950 Ratsmitglied der Stadt Wesel und dort Vorsitzender der FDP-Fraktion. Von 1956 bis 1958 war er Mitglied des Nordrhein-Westfälischen Landtages. Hier war er von 1956 bis Januar 1958 stellvertretender Vorsitzender der FDP-Landtagsfraktion. Dem Deutschen Bundestag gehörte er von 1957 bis 1969 an. Er war stets über die Landesliste Nordrhein-Westfalen ins Parlament eingezogen.